# Músic de sessió

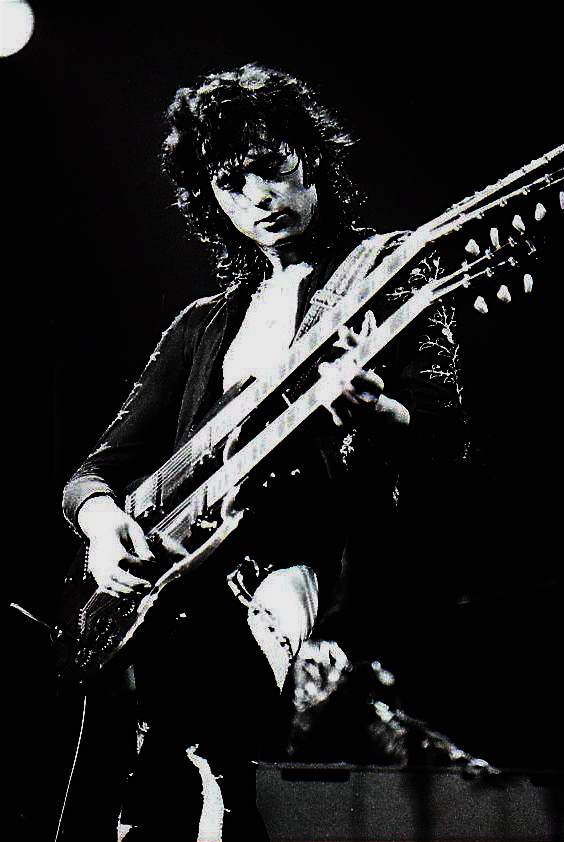
Jimmy Page, que va treballar com a músic de sessió, al Madison Square Garden en una actuació amb Led Zeppelin.

Un músic de sessió és un músic disponible per a ser contractat, a diferència dels que són membres permanents d'un grup o que s'han fet famosos. Encara que el terme generalment es refereix a músics amb experiència en estils de música contemporanis com el rock, jazz, country o pop, també es pot usar per a descriure músics d'estils més tradicionals.
Entre els músics d'estudi més prolífics hi ha els The Wrecking Crew. Amb seu a Los Angeles, la Wrecking Crew ha gravat un innombrable nombre de cançons i àlbums des de 1960. Una de les baixistes, Carol Kaye, es diu que és la baixista més gravada de tots els temps amb 10.000 sessions que abasten quatre dècades, però, és en gran part desconeguda per al públic en general.
En alguns àmbits és usual i recomanat el fet d'utilitzar músics de sessió durant les gravacions de singles o àlbums d'estudi, sense que això suposi un augment de cost, i amb una gran qualitat, gràcies al talent i professionalitat dels músics.

## Termes i ús

### Ús modern
Encara que els termes "músic de sessió" i "músic d'estudi" s'usen indistintament, l'últim generalment es reserva per a aquells que treballen exclusivament en estudis d'enregistrament, de vegades per a un únic estudi o segell discogràfic.
La versatilitat és una de les característiques del músic de sessió. La majoria dels músics de sessió han de ser capaços de treballar en diferents equips, donant-se sovint el cas que no se'n coneixen uns als altres i procedeixen de diferents entorns.
Els músics de sessió són utilitzats en qualsevol situació en la qual calen habilitats musicals a curt termini, des d'unes hores fins a molts mesos. Exemples típics de la utilització de músics de sessió són:
- En un estudi d'enregistrament, proporcionant acompanyament per a anuncis i música de pel·lícules, i programes de televisió.
- Per a proporcionar acompanyament instrumental o vocal a artistes o a grups consolidats, tant en l'estudi com en directe.
- Per a actuar com a substituts temporals de membres d'un grup.
- Per a proporcionar instruments o veus addicionals quan un grup els requereix.
- En grups de teatre.

## Músics de sessió coneguts
Alguns artistes mundialment coneguts en algun moment de la seva carrera han treballat com a músics de sessió. Alguns dels més coneguts són:
- Jimmy Page: ha col·laborat, en qualitat de músic de sessió, amb multitud de formacions i autors musicals, entre els quals destaquen The Rolling Stones[nota 1], The Who,[4] Queen, The Kinks,[4] Eric Clapton o Jeff Beck. Al seu torn, va gravar diversos àlbums amb artistes de la talla de David Coverdale, Roy Harper o Joe Cocker.[4]
- Alex Tenas, bateria de Jarabe de Palo
- Chris Botti, va començar com a músic de sessió, treballant entre altres amb Sting, i ara col·labora amb Andrea Bocelli.[5]